# Ingrid Vandebosch
Ingrid Vandebosch (* 8. November 1969 in Zichen-Zussen-Bolder, Riemst) ist eine belgische Schauspielerin und ein Model.

## Leben und Leistungen
Vandebosch gewann im Jahr 1990 den Elite Look of the Year Award. Sie arbeitete zuerst in den Niederlanden, im Jahr 1999 zog sie nach Paris. Dort war sie unter anderen für das Unternehmen Christian Dior tätig. Ihre Fotos wurden in zahlreichen Modezeitschriften wie Elle, Marie Claire, Glamour und Vogue veröffentlicht. Nach einiger Zeit zog sie nach New York City, wo sie unter anderem in Theaterstücken auftrat. In der Actionkomödie New York Taxi (2004) mit Queen Latifah, Jimmy Fallon und Jennifer Esposito verkörperte sie ein Mitglied der aus Models bestehenden, von Vanessa (Gisele Bündchen) angeführten Räuberbande. Sie entwickelte ebenfalls ihre eigene Modelinie der Reizwäsche.
Vandebosch ist seit dem Jahr 2006 mit dem Rennfahrer Jeff Gordon verheiratet und hat eine im Jahr 2007 geborene Tochter.

## Filmografie (Auswahl)
- 2001: Going Greek
- 2004: New York Taxi (Taxi)